# Lục tài tử thư
Lục tài tử thư (六才子書), nghĩa là sáu sách tài tử, chỉ 6 bộ sách do Kim Thánh Thán chọn ra làm những tác phẩm ưu tú nhất, gồm có:
- Đệ nhất tài tử thư: Nam Hoa kinh của Trang Tử

- Đệ nhị tài tử thư: Ly Tao của Khuất Nguyên

- Đệ tam tài tử thư: Thủy hử của Thi Nại Am

- Đệ tứ tài tử thư: Sử ký của Tư Mã Thiên

- Đệ ngũ tài tử thư: Thơ luật của Đỗ Phủ

- Đệ lục tài tử thư: Tây sương ký của Vương Thực Phủ

## Thất tài tử thư
Ngoài danh sách "Lục tài tử thư" còn có những danh sách khác mà người ta gọi là "Thất tài tử thư", cũng cho là của Kim Thánh Thán chọn. Những danh sách này ngoài 6 tác phẩm nêu trên thường có thêm bộ Tây du ký hay Tam Quốc diễn nghĩa. Tuy nhiên danh sách "Lục tài tử thư" được lưu truyền từ xưa đến nay vẫn được xem là danh sách chính của Kim Thánh Thán, các danh sách còn lại là người sau thêm vào.